# Ácido 4-hidroxi-7-(fenilamino)naftaleno-2-sulfônico
Ácido 4-hidroxi-7-(fenilamino)naftaleno-2-sulfônico, ácido 7-anilino-4-hidroxi-2-naftalenessulfônico ou ácido fenil J, é o composto orgânico de  fórmula C16H13NO4S. SMILES C1=CC=C(C=C1)NC2=CC3=CC(=CC(=C3C=C2)O)S(=O)(=O)O e massa molecular 315,34. É classificado com o número CAS 119-40-4, número EC 204-320-3 e CBNumber CB5468429. É intermediário na síntese de diversos corantes.
É um dos ácidos de letras.